# 阿塞尼奥·洛佩·韦尔塔
阿塞尼奥·洛佩·韦尔塔（西班牙語：Arsenio Lope Huerta，1943年11月15日—2021年1月2日），西班牙政治人物，曾任埃纳雷斯堡市长。

## 生平
1943年11月15日出生于埃纳雷斯堡。毕业马德里康普顿斯大学法律系。1974年开始从政，1979年当选埃纳雷斯堡市议会议员。1983年当选市长，任内致力于该市文化遗产保护工作，整理并出版了许多历史文献。1987年离任后，又担任西班牙文化部文化合作司司长（1987年－1988年），莱昂省民事总督（1988年），西班牙政府驻卡斯蒂利亚-莱昂代表（1990年－1993年）、驻马德里自治区代表（1993年－1994年）等职。
他的妻子皮拉尔于2020年12月15日逝世，终年66岁。他本人因罹患癌症于2021年1月2日逝世，终年77岁。